# Вальтгауд
Вальтга́уд (фр. Waltgaud, лат. Waltcandus; умер 6 апреля 836) — епископ Льежа (810—836).

## Биография
Вальтгауд родился в области Фаммен, в современной Валлонии. Его отцом был граф Адельрейд, бенифициарий короля Франкского государства Пипина Короткого, погибший при осаде Пивии в 771 году.
В 810 году Вальтгауд получил Льежскую епархию от Карла Великого, став преемником умершего 18 октября 809 года епископа Гербальда. Как предстоятель одной из важнейших франкских кафедр того времени, он был одним из тех, кто в 811 году в Ахене засвидетельствовал своей подписью завещание императора Карла.
В 816/817 году Вальтгауд участвовал в церковном соборе в Ахене, на котором были приняты постановления о проведении в империи реформ на основе идей Бенедикта Анианского, ставивших целью возвратить монашество к аскетизму. В рамках этих реформ он в 817 году заменил в монастыре Андагин каноников монахами из других монастырей и установил в нём бенедиктинские правила. Постоянно заботясь об обители, Вальтгауд сделал этот монастырь самым богатым в своей епархии. Позднее он провёл реформирование монастырей Сен-Ламбер (в Льеже), Нотр-Дам (в Тонгре) и Нотр-Дам-э-Сан-Сервас (в Маастрихте). В 817 году Вальтгауд основал первый в епархии приют для бедных и паломников (Приют Св. Ламберта). Из выданной в этом же году хартии льежского епископа известно, что в это время епархии принадлежали доходы от владений в Тонгре, Маастрихте, Юи и Динанте, а также от монастыря Сен-Ламбер.
В 820 году территория Льежского епископства впервые подверглась нападению со стороны викингов, совершивших нападение на Фландрию. Благодаря отпору, который получили норманны от франкской береговой стражи, они были вынуждены покинуть фландрское побережье и перенести свои грабежи на берега Сены.
В 825 году Вальтгауд принял участие в работе церковного собора в Ахене, на котором получил разрешение совершить перенесение мощей покровителя Льежа, святого Губерта. 30 сентября этого же года произошло главное событие понтификата епископа Вальтгауда: мощи Губерта были перевезены из льежской церкви Святого Петра в монастырь Андагин, который с этих пор стал называться именем этого святого (Сен-Юбер). По просьбе Вальтгауда епископ Орлеана Иона переписал «Житие Святого Губерта», дополнив его описанием церемонии перенесения реликвий святого.
В 829 году Вальтгауд участвовал в работе Парижского собора, на котором обсуждались как церковные дела (по инициативе епископов император Людовик I Благочестивый обнародавал здесь «Капитулярий об образовании»), так и светские (в том числе, вопрос о предстоящем разделе государства между сыновьями императора). Сразу же вслед за этим, 16 июня этого года, епископ Льежа присутствовал на церковном соборе в Майнце.
Вальтгауд неоднократно принимал в своей епархии правителей Франкского государства (Карла Великого в 813 году и Людовика I Благочестивого в 814, 820, 823, 827 и в 831 годах). 19 апреля 831 года в Геристале глава Льежской епархии получил от императора в дар епископству поселение Эсбе, наследственное владение первой жены Людовика, Ирменгарды. Это последнее упоминание Вальтгауда в современных ему исторических источниках. Согласно более поздним данным, он умер 6 апреля 836 года и был похоронен в селении Сереншамп (около Рошфора). Новым главой кафедры Льежа был избран епископ Пирард.